# Migdol
Migdol este un oraș din provincia North West, Africa de Sud.